# Hodorf
Hodorf település Németországban, Schleswig-Holstein tartományban. Lakosainak száma 195 fő (2023. december 31.).

## Népesség
A település népességének változása:
| Lakosok száma | 247  | 209  | 197  | 196  | 190  | 195  |
|               | 1975 | 2017 | 2019 | 2021 | 2022 | 2023 |